# 7-ма окрема конвойна бригада ВВ (СРСР)
7-ма окрема конвойна бригада (7 ОКБр, в/ч 7429) — з'єднання Внутрішніх військ МВС СРСР, що існувало у 1920—1991 роках. Місце дислокації — м.Київ.
Після розпаду СРСР у 1991 році на базі бригади було сформовано 1-шу окрему конвойну бригаду Внутрішніх військ МВС України (в/ч 3001).

## Історія
1920 року до Києва прибула сформована в Москві конвойна команда, яку 1921 р. переформовано у конвойний полк. Спочатку це — 2-й, потім — 4-й, з 1932 р. — 227-й, а з 1962 р. — 462-й конвойний полк.
227-й полк на чолі з командиром Трохимом Вагіним мужньо обороняв Київ під час Німецько-радянської війни. За бойові заслуги, мужність і героїзм, виявлені під час війни, наказом Народного комісара внутрішніх справ СРСР від 23 травня 1943 року, 18 вересня — встановлено Днем частини.
30 січня 1942 року в Сталінграді полк формується вдруге. Командир полку — майор Микола Кобзар.
У післявоєнні роки полк ніс службу в різних нарядах: планових, ешелонних, зустрічних, прохідних, судових конвоях, а з 1960 р. охороняв виправно-трудові установи. Військовослужбовці частини надавали допомогу органам внутрішніх справ в охороні громадського порядку, ліквідації наслідків стихійних лих, в інших надзвичайних обставинах. Полк неодноразово займав І місце у військах МВС СРСР і нагороджувався перехідним Червоним прапором. 4 вихованці полку — Герої Радянського Союзу.
Офіцери і прапорщики частини пройшли випробування Афганістаном, які нагороджені орденами та медалями та продовжують службу в з'єднанні; понад 290 військовослужбовців взяли участь у ліквідації наслідків аварії на ЧАЕС, 96 з яких одержали державні нагороди та заохочені командуванням військ.
Наказом МВС СРСР від 1989 року в Києві із колишнього 462 конвойного полку ВВ МВС СРСР сформовано 7 окрему конвойну бригаду ВВ МВС СРСР (в/ч 7429).
1991 року на базі 7-ї конвойної бригади була сформована 1-ша окрема конвойна бригада Внутрішніх військ МВС України (в/ч 3001). Підрозділи залучалися до операцій з ліквідації бандитизму, охорони громадського порядку, конвоювання кримінальних злочинців, охорони місць ув'язнення.